# مارلا فرازي
مارلا فرازي (بالإنجليزية: Marla Frazee)‏ هي كاتبة للأطفال وكاتِبة أمريكية، ولدت في 16 يناير 1958 في لوس أنجلوس في الولايات المتحدة.

## وصلات خارجية
- الموقع الرسمي